# Holland Pop Festival

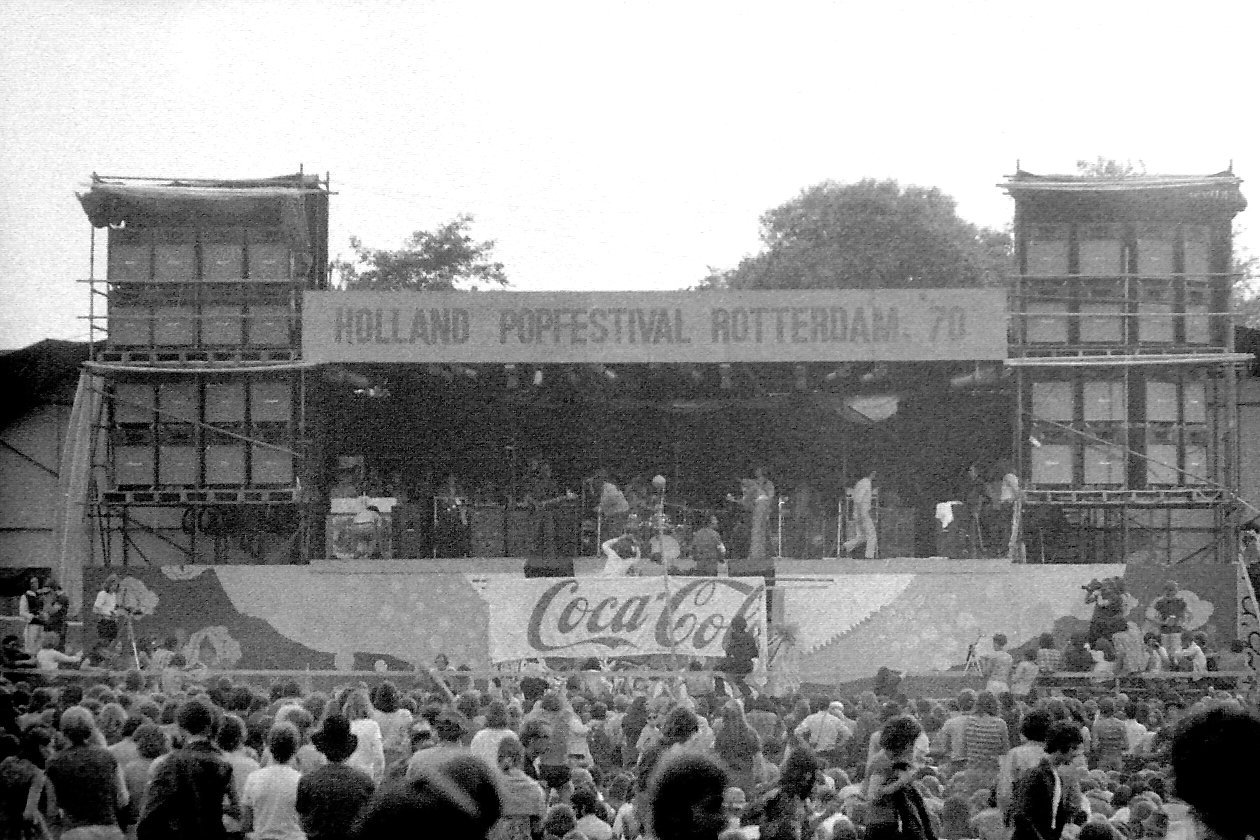
Canned Heat no palco principal

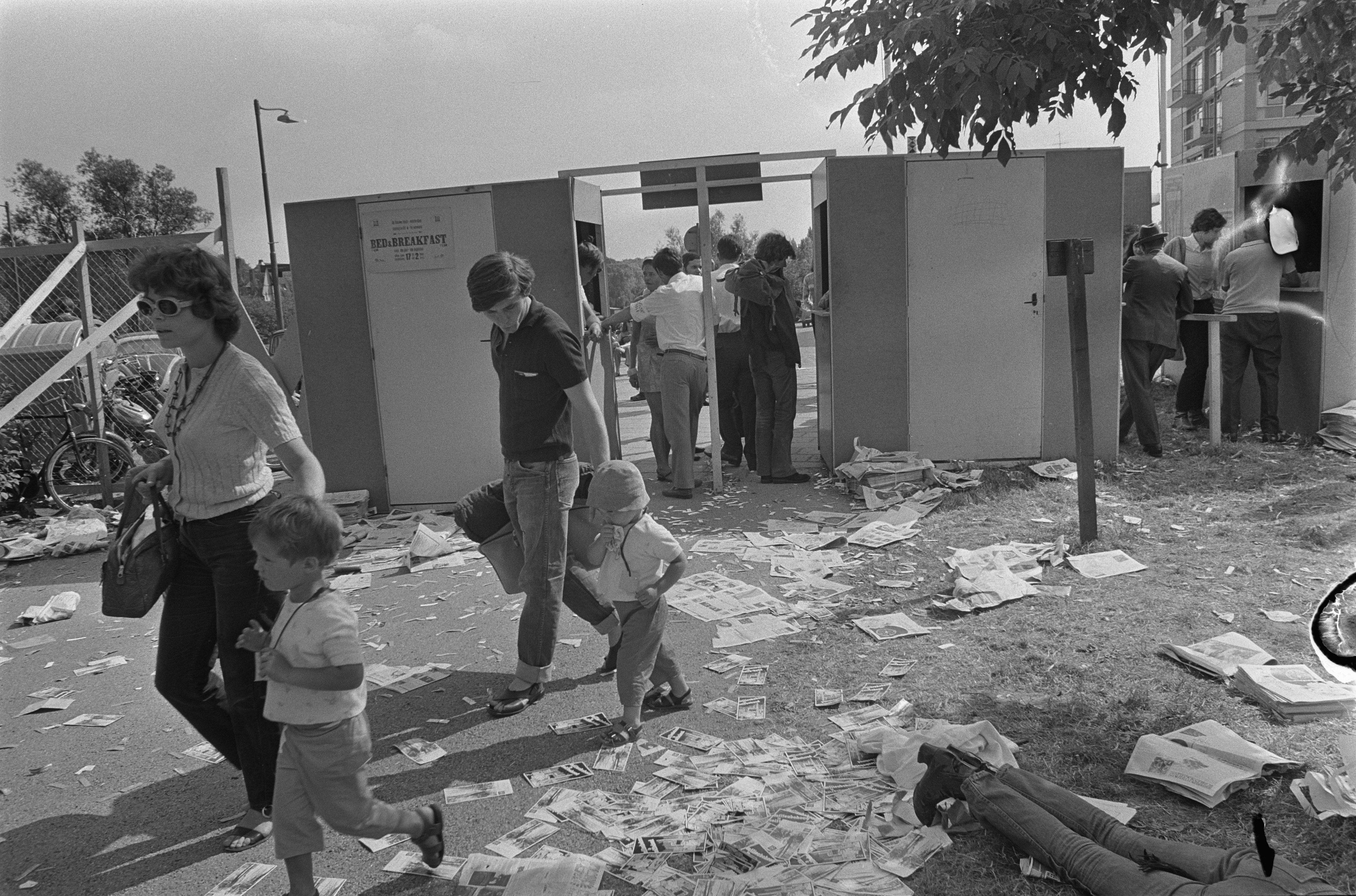
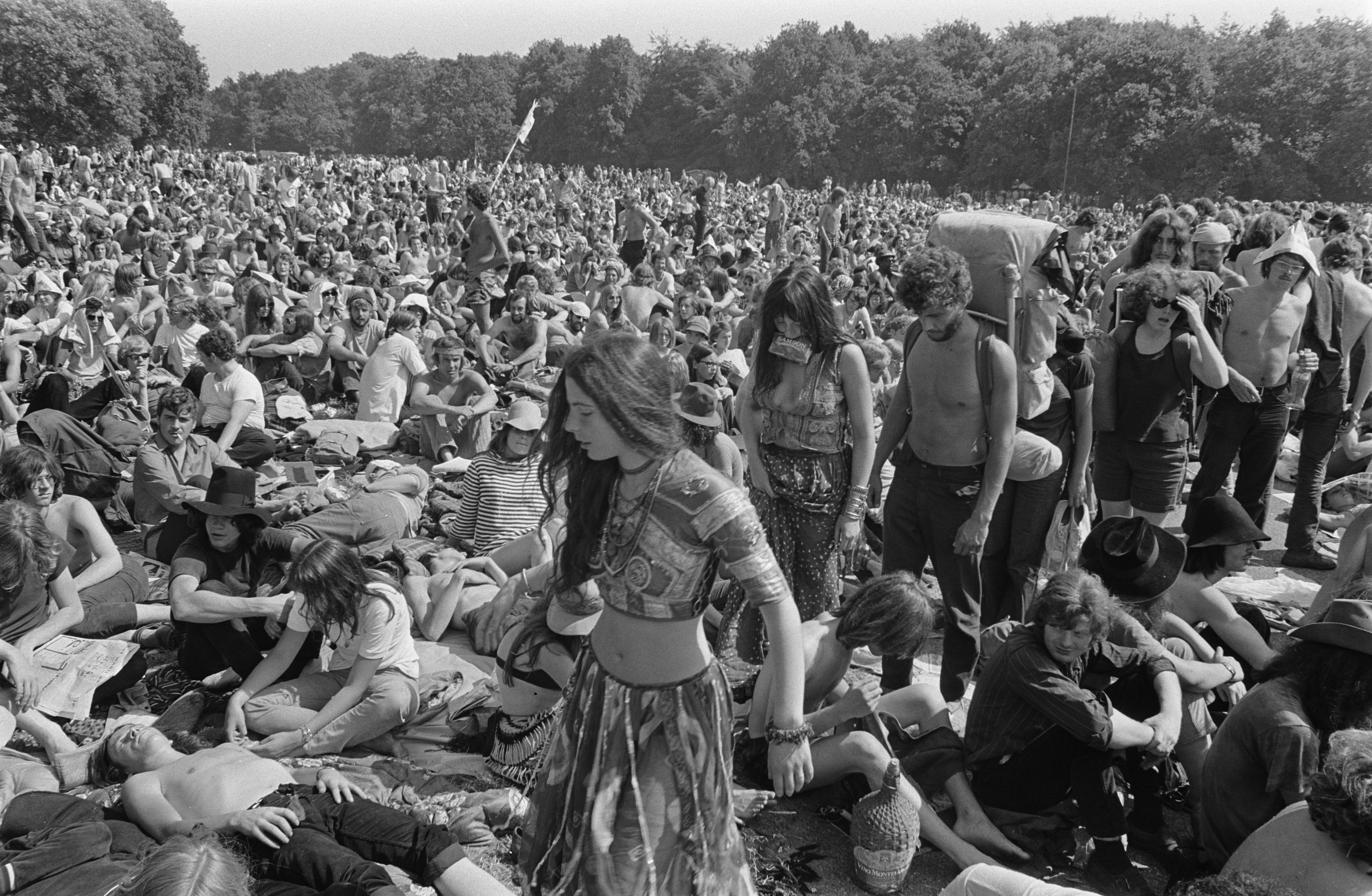
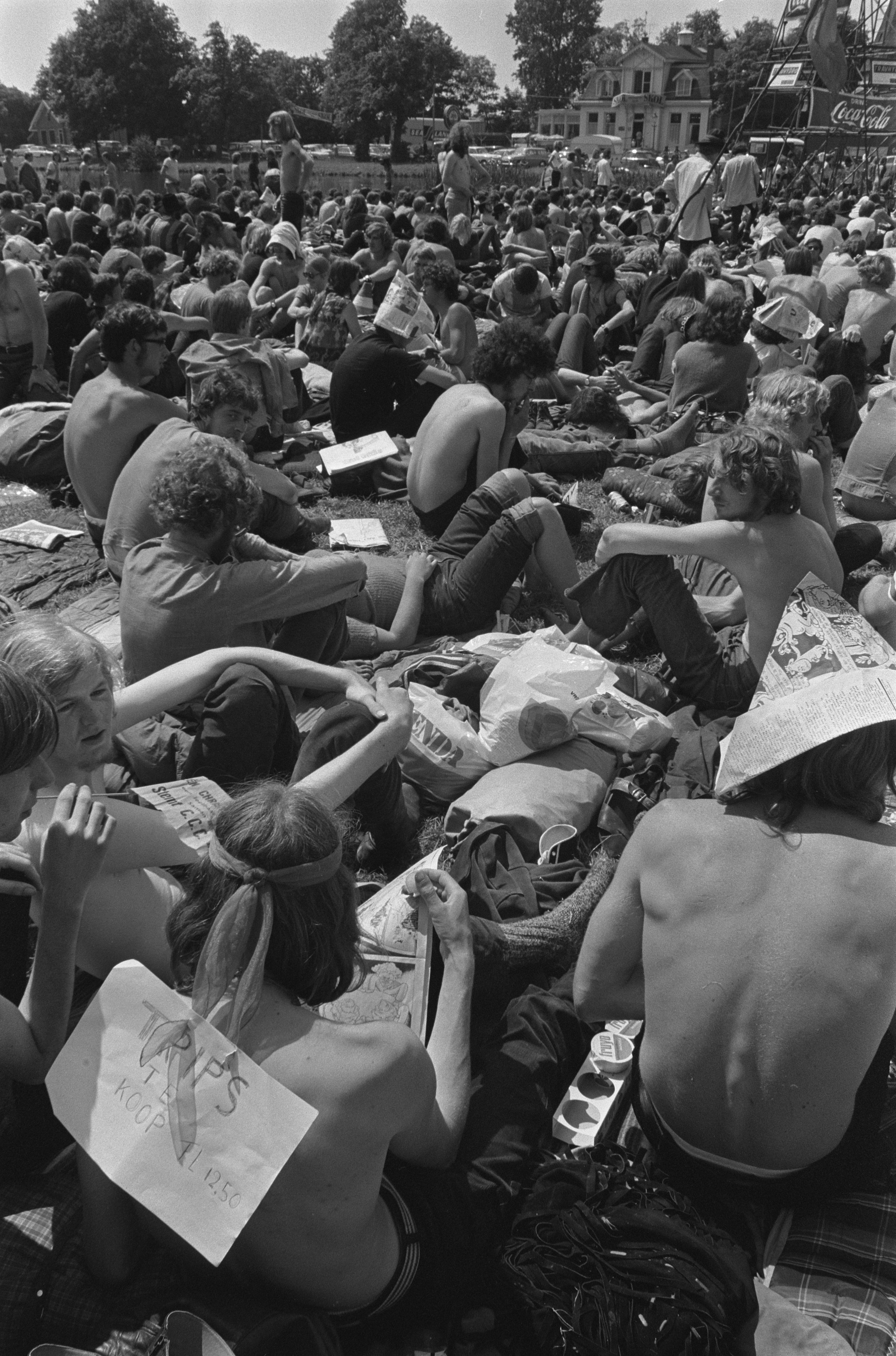
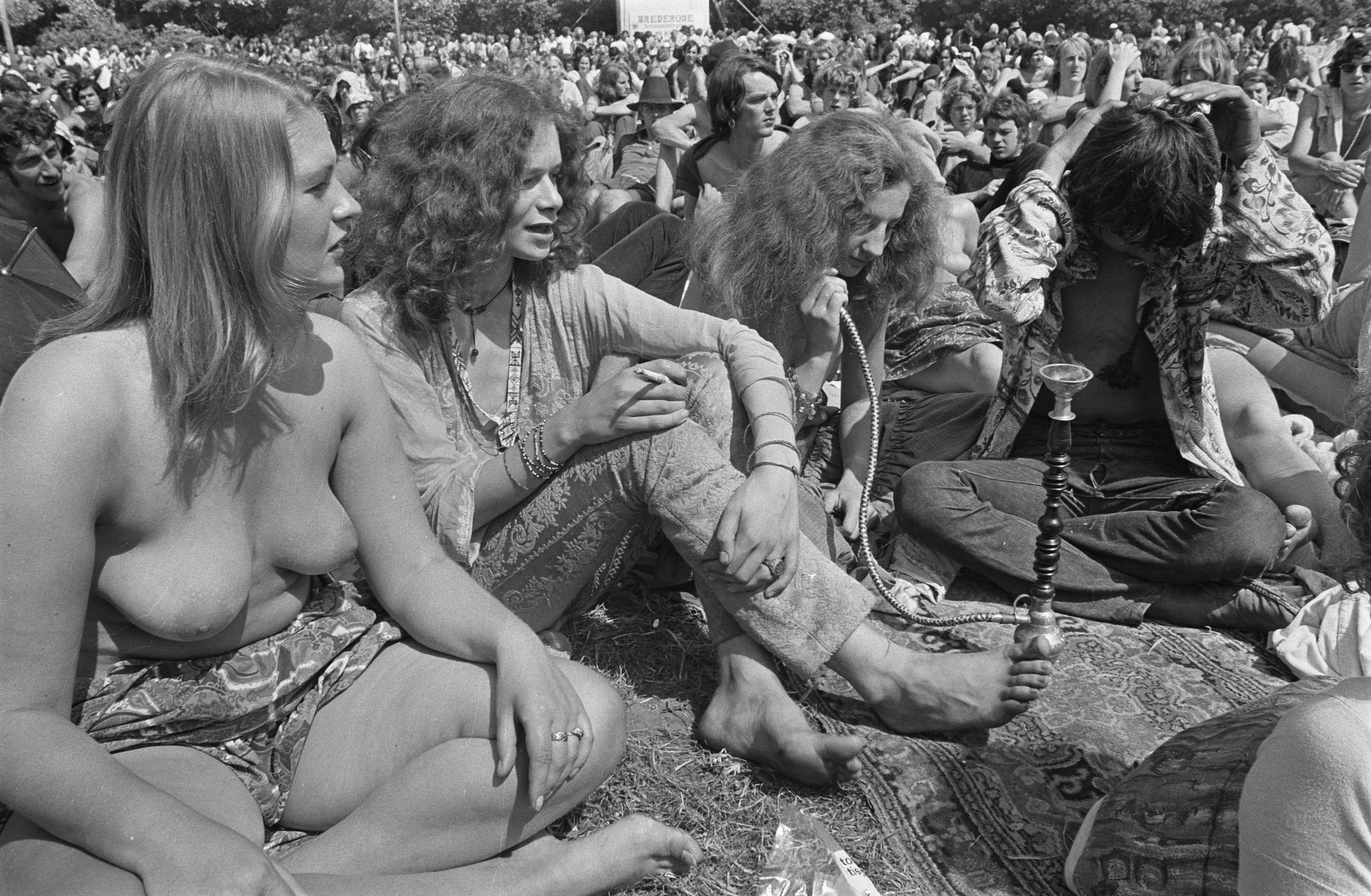
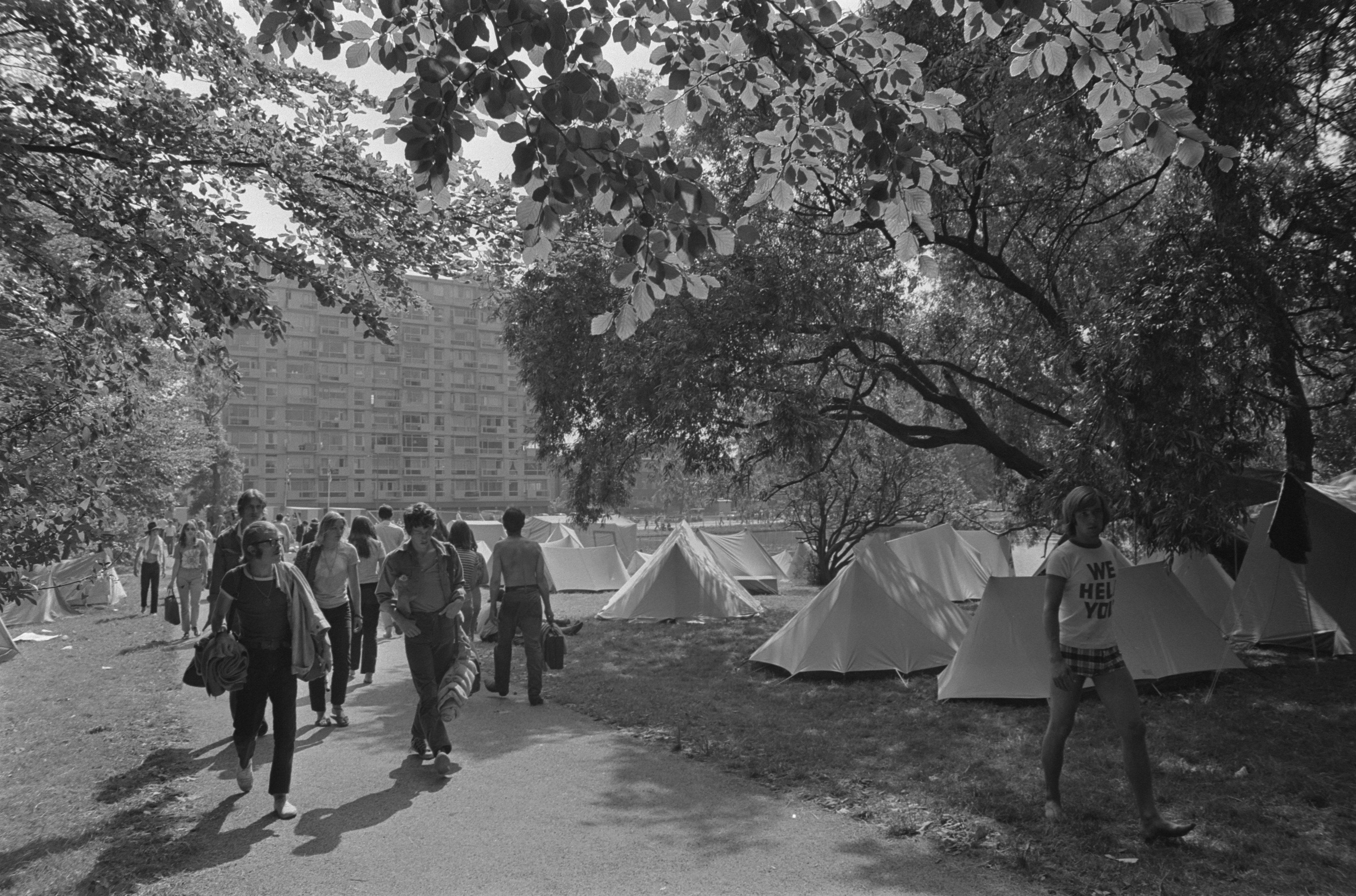

O Holland Pop Festival foi um festival de música rock e pop, que ocorreu de 26 a 28 junho de ano 1970, em Roterdão (Holanda), com uma platéia de cerca de 100 mil pessoas. Foi uma espécie de versão holandesa do conhecido Woodstock Festival.
O festival também foi de importância histórica e social, porque marcou o início da política oficial de tolerância em relação à maconha nos Países Baixos.
Bandas que se apresentaram, foram, entre outros: The Byrds, Canned Heat, Caravan, Country Joe McDonald, Dr. John, Family, Fairport Convention, The Flock, Hot Tuna, It's a Beautiful Day, Jefferson Airplane, Mungo Jerry, Pentangle, Pink Floyd (foram os headliners), Santana, Soft Machine, Al Stewart, Stone the Crows, T. Rex.
Desde 1971, há um documentário, "Stamping Ground", que também apareceu como um DVD em 2001.
Em 2013, um memorial foi colocado na vizinhança da Kralingse Bos, para comemorar o primeiro festival pop ao ar livre multi-dia no continente europeu.

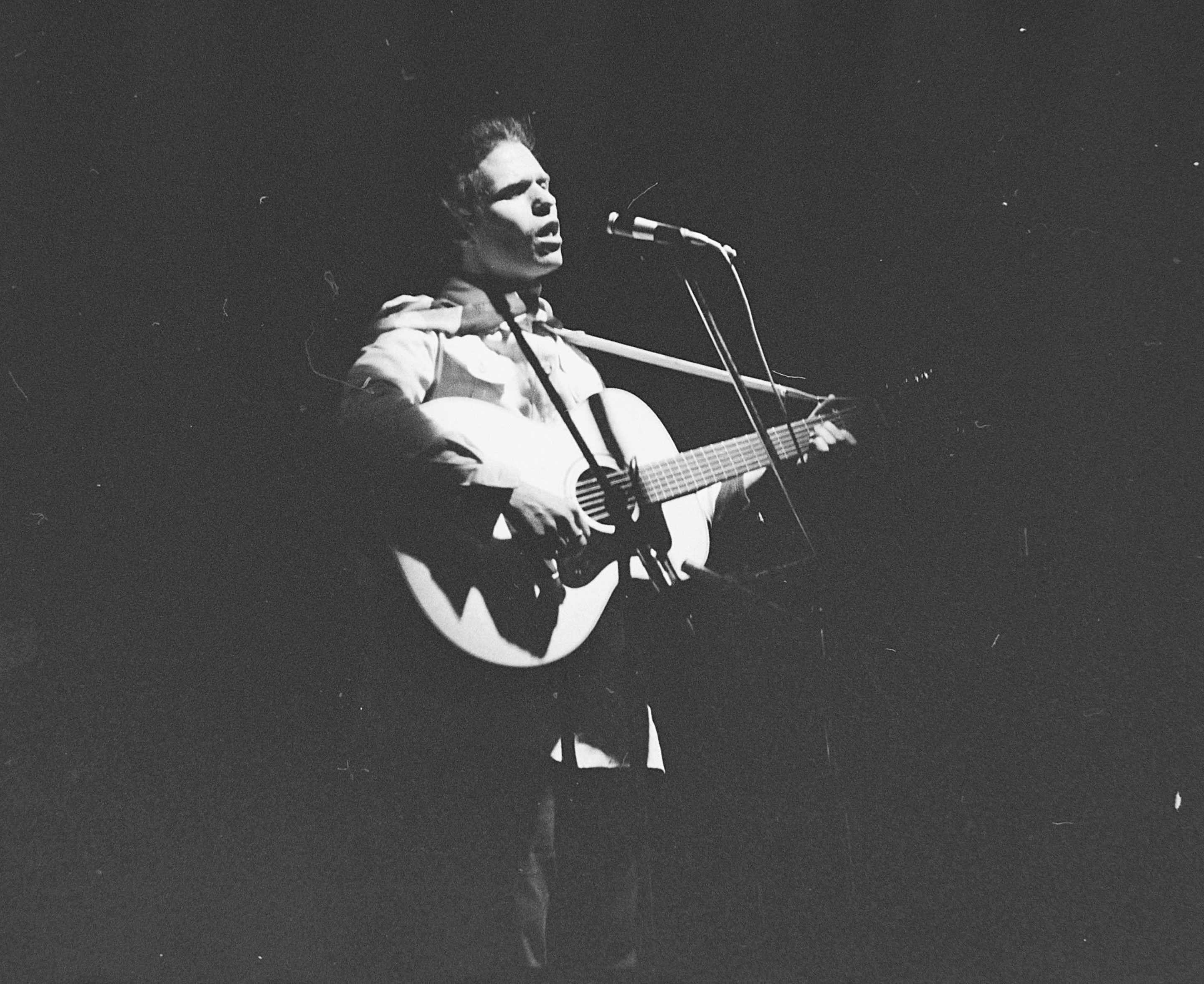
Country Joe McDonald
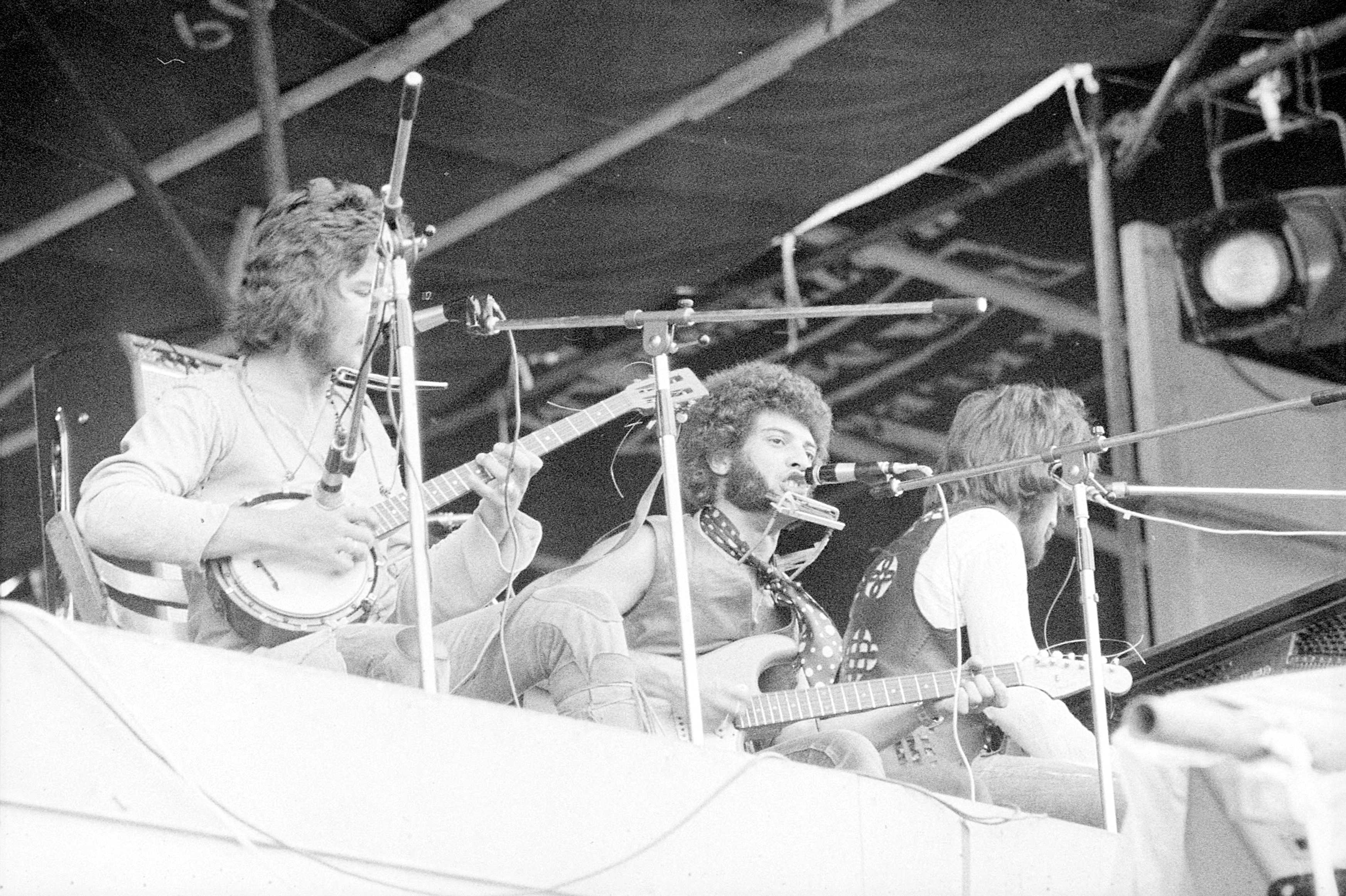
Mungo Jerry & Ray Dorset
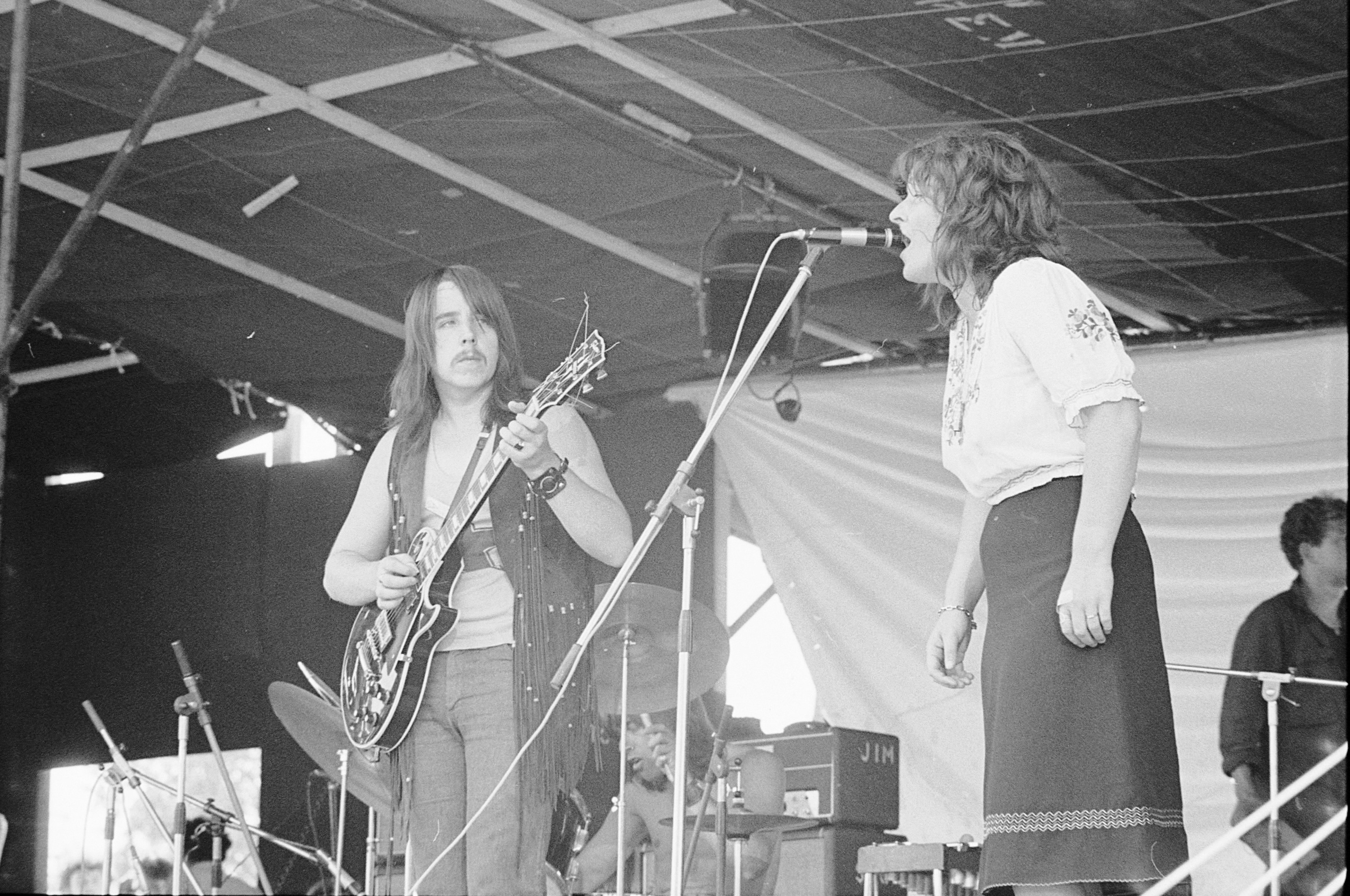
Stone the Crows
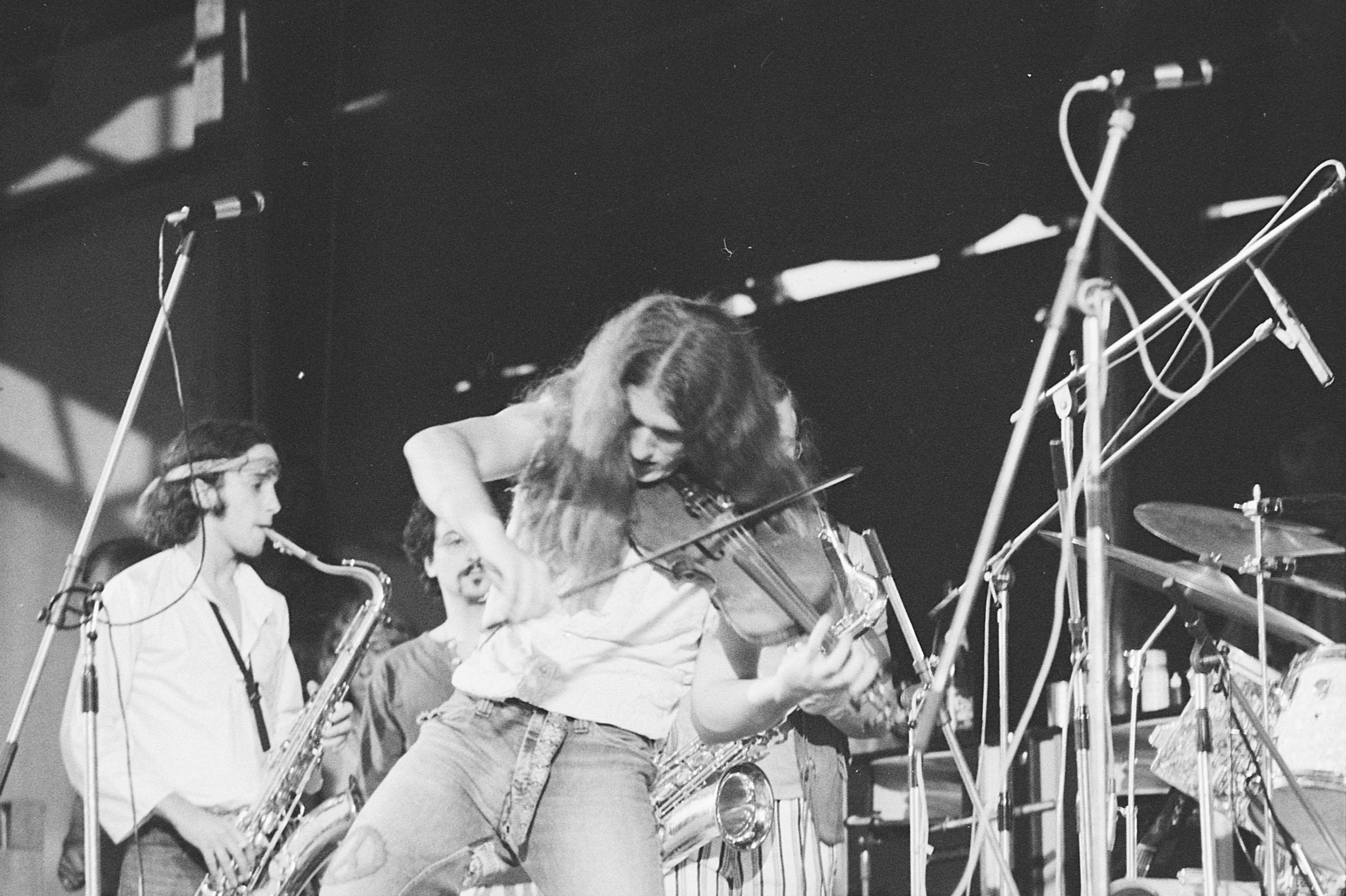
The Flock
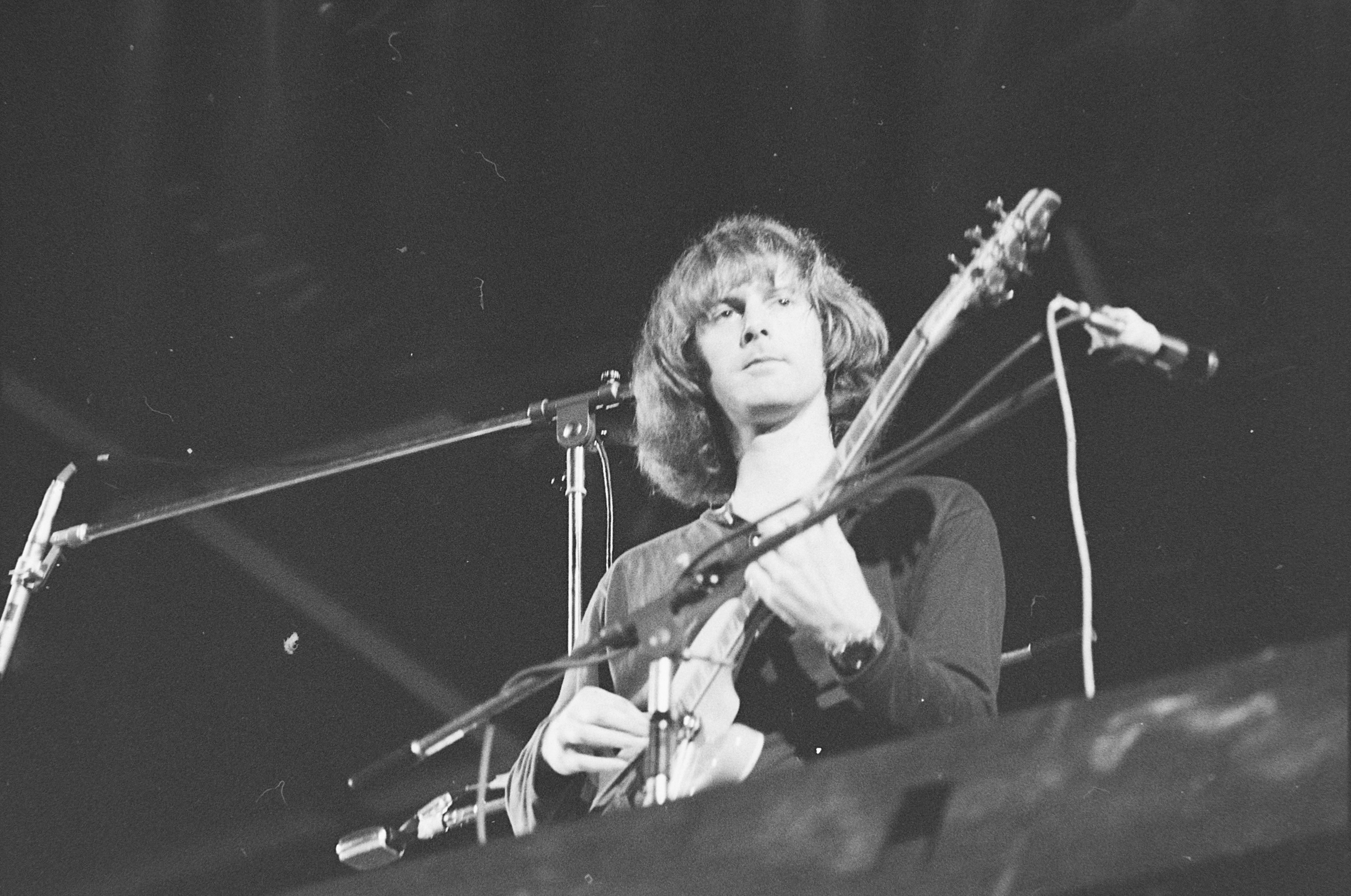
Roger McGuinn